# U.S. Navy Fighters
U.S. Navy Fighters est un jeu vidéo de simulation de combat aérien développé et publié par Electronic Arts sur IBM PC en 1994. Le jeu se déroule en Ukraine dans un futur proche alors que la Russie tente de reprendre le contrôle des anciens territoires soviétique. Pour soutenir l'Ukraine, les États-Unis envoient alors le porte-avions USS Dwight D. Eisenhower dans la région. Le joueur incarne un des pilotes de l'US Navy affecté au porte-avions. À ce titre, il est amené à piloter plusieurs types d'avions de combat - dont un A-7 Corsair II, un F/A-18 Hornet, un F-14 Tomcat et un Soukhoï Su-33 – au cours de différentes missions. Le jeu inclut une campagne constituée d'un enchainement de missions suivant le déroulement du conflit. Il intègre également des missions individuelles, dont 14 d'entrainement et 36 de combat, ainsi que deux outils permettant de créer des missions plus ou moins avancées.
Le jeu bénéficie d'une extension intitulée U.S. Navy Fighters : Marine Fighters et qui retrace un nouveau conflit entre la Russie et les États-Unis dans la mer du Japon. Elle inclut 35 nouvelles missions et permet de piloter trois nouveaux avions : le AV-8B Harrier II, le Sea Harrier et le Yak-141. Il bénéficie également d'une suite intitulée U.S. Navy Fighters '97.

## Accueil
| U.S. Navy Fighters    |      |       |
| Média                 | Nat. | Notes |
| Computer Gaming World | US   | 4.5/5 |
| Gen4                  | FR   | 94 %  |
| Joystick              | FR   | 89 %  |